# はかなき人生
『はかなき人生』（La vida breve）は、マヌエル・デ・ファリャ作曲による全2幕のオペラである。台本は、カルロス・フェルナンデス・シャウによる。初演は1913年、ニースのカジノ劇場で行われた。（フランス語上演）なおスペインでの初演は、翌年の11月にマドリードのサルスエラ劇場で、スペイン語で演じられた。
今日では上演される機会は滅多にないが、いくつかの楽曲は抜粋して演奏される。またフリッツ・クライスラーがヴァイオリンとピアノ用に編曲した『スペイン舞曲』（Danse Espagnole）は有名であり、ピアノ独奏など他の編成でも演奏される。

## キャスト
| 登場人物             | 声域           | 備考 |
| -------------------- | -------------- | ---- |
| Salud                | ソプラノ       |      |
| Paco                 | テノール       |      |
| Sarvaorおじさん      | バス           |      |
| 祖母                 | メゾ・ソプラノ |      |
| Carmela              | メゾ・ソプラノ |      |
| Manuel               | バリトン       |      |
| Singer               | バリトン       |      |
| 第１セールスウーマン | コントラルト   |      |
| 第２セールスウーマン | メゾ・ソプラノ |      |
| セールスマン         | バス           |      |
| Voice from afar      | テノール       |      |

## 編成
- 木管楽器

ピッコロ、フルート2、オーボエ2、イングリッシュ・ホルン、クラリネット2、バス・クラリネット、ファゴット2
- 金管楽器

ホルン4、トランペット2、トロンボーン3、テューバ
- 打楽器

ティンパニ、トライアングル、タムタム、シンバル、バス・ドラム、スネア・ドラム、カスタネット、大小のハンマー、チャイム、グロッケンシュピール
- その他

チェレスタ、ハープ2、ギター
- 弦楽器

弦5部